# Матильда II (графиня Неверська)
Матильда II Неверська (1234 — 1262) — графиня Неверська, Осерська та Тоннеррська; сеньйора Бурбонська, Донзі та Перш-Гує. Дочка Арчибальда IX (сеньйора Бурбона) та його дружини Іоланди (сеньйори Донзі).

## Біографія
Матильда була однією з найбагатших наречених Бургундського герцогства. У лютому 1248 року, напередодні Сьомого хрестового походу, Матильда була видана заміж за Еда Бургундського, старшого сина і спадкоємця Гуго IV герцога Бургундії. Одночасно був укладений шлюб сестри Матильди, Агнеси, з Іоанном Бургундським, молодшим братом Еда.
У 1249 році під час хрестового походу загинув Арчибальд IX, батько Матильди, після чого вона успадкувала сеньйорію Бурбон. Після загибелі в 1250 році її дядька Гоше, матір Матильди, Іоланда, стала спадкоємицею своєї бабусі, Матильди I (графині Невера, Осера і Тоннерра). З урахуванням того, що Ед, чоловік Матильди, був спадкоємцем герцогства Бургундія, їхні діти повинні були об'єднати великі володіння.
У 1254 році, після смерті матері, Матильда успадкувала її володіння — сеньйорії Донзі і Перш-Гує. А в 1257 році, після смерті прабабусі Матильди I — Неверське, Осерське і Тоннеррське графства. Її співправителем став чоловік.
Матильда померла в 1262 році. Оскільки дочки Матильди і Еда були ще малі, володіння опинилися під управлінням Еда. Сеньйорія Бурбон при цьому перейшла до Агнеси, сестри Матильди.

## Родина
Чоловік — Ед, граф Неверський (бл. 1231 — 4 серпня 1266) — спадкоємець Бургундського герцогства. Одружився з Матильдою в лютому 1248. Був співправителем Матильди в її володіннях.
Діти:
- Іоланда (1248—1280) — графиня Неверська, Осерська та Тоннеррська. Вперше вийшла заміж, в 1265 році, за Іоанна-Трістана (графа Валуа), сина французького короля Людовика IX та його дружини Маргарити Прованської. Іоанн-Трістан помер в 1270 році під час восьмого хрестового походу. Вдруге вийшла заміж, в 1272 році, за Роберта VIII (сеньйора Бетюну), в майбутньому графа Фландрії. Після смерті свого діда Гуго IV (герцога Бургундії), в 1272, претендувала на Бургундське герцогство. В 1273 році втратила графства Осер і Тоннерр, які були поділені між її сестрами.
- Маргарита (1250—1308) — графиня Тоннерру, королева-консорт Неаполя. Друга дружина Карла I, короля Неаполя. Ставши вдовою в 1285 році переселилась у свої володіння. Маргарита займалась благодійністю, в 1293 році заснувала в Тоннеррі госпіталь Нотр-Дам де Фотеніль. Оскільки єдина дочка Маргарити померла в дитинстві, графство Тоннер після її смерті успадкував внучатий племінник Іоанн II (граф Осеру).
- Аліса (1251–1290) — графиня Осеру, дружина Іоанна I (сеньйора Рошфору).
- Іоанна (до 1262 — до 1271) — її існування задокументоване в 1266 році[1].